# SQL 애니웨어
SQL 애니웨어(SQL Anywhere)는 SAP의 독점 관계형 데이터베이스 관리 시스템(RDBMS) 제품이다. SQL 애니웨어는 SAP가 사이베이스를 인수하기 전에는 사이베이스 SQL 애니웨어(Sybase SQL Anywhere)로 알려졌다.

## 특징
SQL 애니웨어는 Windows, Windows CE, Mac OS X 및 Linux, AIX, HP-UX 및 Solaris를 포함한 다양한 UNIX 플랫폼에서 실행될 수 있다. 데이터베이스 파일은 운영체제와 독립적이므로 지원되는 플랫폼 간에 복사할 수 있다. 이 제품은 여러 표준 인터페이스(ODBC, JDBC 및 ADO.NET)와 PHP 및 펄과 같은 여러 특수 인터페이스를 제공한다. 엔진은 저장 프로시저, 사용자 기능(Watcom SQL, T-SQL, 자바 또는 C/C++ 사용), 데이터베이스 트리거, 참조 무결성, 행 수준 잠금, 복제, 고가용성, 프록시 테이블 및 이벤트(예약 및 시스템 이벤트)를 지원한다. 데이터베이스 파일과 클라이언트-서버 통신 모두에 강력한 암호화가 지원된다.

## 용도
SQL 애니웨어는 임베디드 데이터베이스, 특히 애플리케이션 데이터 저장소를 비롯한 여러 컨텍스트에서 사용된다. 예를 들어 Intuit QuickBooks, 네트워크 관리 제품 및 백업 제품에서 사용된다. 최소한의 관리로 사용할 수 있다는 점이 이 역할의 특징이다. 작업 그룹이나 중소기업의 데이터베이스 서버로 사용할 수 있다. 모바일 데이터베이스로도 기능할 수 있다. 여기에는 대규모 서버 기반 RDBMS 시스템을 포함하여 별도의 데이터베이스 간에 변경 기반 복제를 제공하는 확장 가능한 데이터 동기화 기술이 포함되어 있다.